# Торнадо
Торнадо је брзо ротирајућа олуја, карактеристична по обртању облака у облику левка који је у контакту са површином Земље и кумулонимбуским облаком, или у ретким случајевима, базом кумулусног облака. Реч „торнадо“ долази од шпанског или португалског глагола торнар, што значи „обртати се“. Реч циклон се користи у метеорологији као назив за временски систем са облашћу ниског притиска у центру око кога ветар дува у северној хемисфери супротно казаљкама на сату и у смеру казаљки на сату у Јужној хемисфери.
Торнадо настаје различитим физичким процесима у атмосфери, а за настанак торнада је потребно неколико услова: нестабилност атмосфере, механизми подизања и влага у средњим и доњим деловима атмосфере. У близини тла нестабилна ваздушна маса је топла и влажна а релативно сувља и хладнија у горњим деловима атмосфере. Топли и влажни делови ваздуха дижу се и састају са хладним и сувљим. Повећањем влаге започиње јаче кондензовање у капљице воде и тада се енергија (топлота) отпушта у околни ваздух, што је довољно да се узлазно струјање настави пењати. Ово се све догађа у грудасто-кишном облаку, најнестабилнијем и најопаснијем од свих 10 родова облака. Струјање топлог ваздуха се у облаку судара са осталим струјањима хладнијег силазног ваздуха и тада облак почиње показивати видљиве ротације које се због силе теже пружају до тла. Торнадо носи све пред собом, а може имати незамисливу јачину и трајати до сат времена. У том времену може разорити цели град.
Торнада долазе у много облика и величина, и она су често видна у облику кондензационог левка извире из основе кумулонимбуског облака, са облаком ротирајућег шута и прашине испод њега. Већина торнада имају брзине ветрова мање од 110 mph (180 km/h), они су око 250 ft (80 m) попречно, и путују неколико километара пре него што нестану. Најекстремнија торнада могу да остваре брзине ветра од више од 300 mph (480 km/h), да имају two mi (3 km) у пречнику, и да остану на земљи више од 100 km.
Разни типови торнада обухватају торнадо са вишеструким вртлозима, копнени и водени. Тромба је карактерисана спиралном струјом ветра у облику левка, који је повезан са великим кумулусним или кумулонимбусним облаком. Они се генерално класификују као несуперцелуларна торнада која се развијају над воденим телима, мада постоји неслагање у погледу њихове класификације као истинских торнада. Ове спирални стубови ваздуха често се развијају у тропским областима близу екватора и мање су заступљени на високим латитудама. Други торнаду слични феномени који постоје у природи су густнадо, прашински вртлог, огњени вртлози, и парни вртлог.
Торнада се формирају у олујама широм света, најчешће уз обале америчког средњег запада ("Алеја торнада"), као и на југу. Бројећи инциденте, САД погађају овакве олује чешће него било коју другу земљу. Они се исто тако повремено јављају у јужно-централној и источној Азији, северној и источно-централној Јужној Америци, јужној Африци, северозападној и југоисточној Европи, западној и југоисточној Аустралији, и Новом Зеланду. Торнада се могу детектовати пре него што настану или док постоје користећи пулс-Доплерове радаре који препознаје обрасце брзине и рефрактивности, као што су кукасти ехои или крхотински потписи торнада, као и помоћу доприноса посматрача олуја.
Постоји неколико скала за рангирање јачине торнада. Фуџитина скала рангира торнада по узрокованој штети и она је била замењена у појединим земљама ажурираном побољшаном Фуџитином скалом. Један Ф0 или ЕФ0 торнадо, је у најслабијој категорији. Он оштећује дрвеће, али не и веће структуре. Један Ф5 или ЕФ5 торнадо је у најјачој категорији. Он чупа зграде из њихових темеља и може да деформише велике небодере. Слична ТОРО скала је у опсегу од Т0 за екстремно слаба торнада до Т11 за најмоћнија позната торнада. Доплерови радарски подаци, фотограметрија, и обрасци земљишних вртлога (циклоидни трагови) се такође могу анализирати ради одрешивања интензитета и додељивања ранга.

## Етимологија
Реч торнадо је измењена форма шпанске речи tronada, која значи „олуја с грмљавином”. Та реч је настала од латинске речи tonare, са значењем „грмети”. Назив је вероватно добио свој садашњи облик путем комбиновања шпанских речи tronada и tornar („окретати се”); мада је могуће да је то народна етимологија. Торнадо се исто тако често назива „твистер”, а понекад се користи и старомодни колоквијални израз циклон. Термин „циклон” је кориштен као синоним за „торнадо” у популарном филму из 1939. године Чаробњак из Оза. Термин „твистер” је исто тако кориштен у том филму, а био је и у наслову филма везаног за торнада из 1996. године Твистер.

## Дефиниције
Торнадо је „насилно ротирајући стуб ваздуха, у контакту са тлом, било привезан за кумулусни облак или испод кумулусног облака, и често је (мада не увек) видљив као левкасти облак”. Да би се вртлог класификовао као торнадо, он мора да буде у контакту са тлом и са основом облака. Научници још увек нису креирали комплетну дефиницију речи; на пример, постоје неслагања око тога да ли засебни додири са тлом истог левка сачињавају засебна торнада. Торнадо се односи на вртложни ветар, а не на кондензациони облак.

### Левкасти облак
Торнадо није увек видљив; међутим, интензивни ниски притисак узрокован ветром велике брзине (као што је описано Бернулијевим принципом) и брзом ротацијом (услед циклострофног баланса) обично узрокује кондензовање водене паре из ваздуха у облак капљица услед адијабатског хлађења. То резултира у формирању видљивог левкастог облака или кондензационог левка.
Постоје извесна неслагање око дефиниције левкастог облака и кондензационог ланца. Према Речнику метеорологије, левкасти облак је ротирајући облак који се јавља као привезак кумулуса, и већина торнада је обухваћено овом дефиницијом. Међу многим метеоролозима, термин 'левкасти облак' је строго дефинисан као ротирајући облак који није асоциран са јаким ветровима на површини, а кондензациони левак је широк термин за било који ротирајући облак испод кумулиформног облака.
Торнада често почињу као левкасти облаци без везаних јаких ветрова на површини, и сви левкасти облаци не еволуирају у торнада. Већина торнада производи јаке ветрове на површини док је видни левак још увек изнад тла, тако да је тешко да се направи разлика између левкастог облака и торнада гледано из даљине.

### Избијања и фамилије
Повремено, једна олуја произведе више од једног торнада, било истовремено или у сукцесији. Вишеструка торнада произведена истим олујном ћелијом се називају „торнадном фамилијом”. Неколико торнада се понекад ствара из једног великог олујног система. Ако нема прекида активности, то се сматра избијањем торнада (мада термин „избијање торнада” има различите дефиниције). Период од неколико узастопних дана са појавама торнада у некој генералној области (изазваних вишеструким временским системима) је секвенца извијања торнада, која се понекад назива проширеном епидемијом торнада.

## Карактеристике

### Величина и облик
Већина торнада поприма изглед уског левка са неколико стотина метара у пречнику, и малим облаком крхотина у близини тла. Торнада могу да буду у потпуности заклоњена кишом или прашином. Таква торнада су посебно опасна, јер их чак и искусни метеоролози можда неће запазити. Торнада се могу јавити у многим облицима и величинама.
Мали, релативно слаби зачеци торнада могу да буду видљиви као само мали вртлози прашине на тлу. Мада се кондензациони левак можда не пружа до самог тла, ако су асоцирани ветрови јачи од 40 mph (64 km/h), циркулација се сматра торнадом. Торнадо са приближно цилиндричним профилом и релативно малом висином се понекад назива „чункастим” торнадом. Торнада се великим једноструким вртлогом могу да изгледају као велики клинови забодени у тло, и стога су познати као „клинаста торнада” или „клинови”. „Чункаста” класификација се исто тако користи за тај тип торнада, ако се он иначе уклапа у тај профил. Клин може да буде толико широк да изгледа као да блокира тамне облаке, шири него растојање од основе облака до тла. Чак и искусни посматрачи олује можда неће моћи да направе разлику између ниско висећег облака и клинастог торнада из даљине. Многа, али не сва већа торнада су клинаста.
Торнада у стадијуму дисипације могу да подсећају на уске цеви или канапе, и често се увијају или заокрећу у попримајући комплексне облике. За та торнада се каже да се „развезују”, или постају „ужаста торнада”. Кад се развежу, дужина њиховог левка се повећа, што доводи до слабљења ветра унутар левка услед конзервације момента импулса. Торнада са вишеструким вртлозима се могу јавити као фамилија вртлога који циркулишу око заједничког центра, или они могу да буду потпуно заклоњени кондензацијом, прашином и дебрисом, тако да изгледају као један левак.
У Сједињеним Државама, торнада су у просеку око 500 ft (150 m) у пречнику и путују на тлу по 5 mi (8,0 km). Међутим, постоји широк опсег величина торнада. Слаба торнада, или јака торнада у стадијуму дисипације, могу да буду веома уска, понекад само неколико стопа или пар метара у пречнику. За један торнадо је извештено да је имао пут штете од дугачак само 7 ft (2,1 m). На другом крају спектра, клинаста торнада могу да имају пут разарања ширине 1,6 km (0,99 mi) или више. Торнадо који се спустио на Халам (Небраска) дана 22. маја 2004, био је широк 2,5 mi (4,0 km) на тлу, а торнадо у Ел Рену (Оклахома) дана 31. маја 2013 је био широк око 2,6 mi (4,2 km), што је највећа забележена ширина.
У погледу дужине пута, Торнадо три државе, који је погодио делове Мисурија, Илиноиса, и Индијане дана 18. марта 1925, био је на константно на тлу у дужини од 219 mi (352 km). Многа торнада за која изгледа да имају пут деструкције од 100 mi (160 km) или више се састоје од фамилије торнада који су се формирали у брзој сукцесији; међутим, нема знатне евиденције да је до тога дошло у случају Торнада три државе. Заправо, модерна поновна анализа путање сугерише да је торнадо можда настао око 15 mi (24 km) даље на запад него што се раније мислило.